# Memorare
Memorare, eller Påminn dig, är en katolsk bön ägnad Jungfru Maria. Den kan avsluta Rosenkransbönen.

## Svensk text
Påminn dig, milda Jungfru Maria,
att det aldrig någonsin har blivit hört, att någon som tagit sin tillflykt till dig
och anropat din förbön har blivit övergiven.
Full av förtröstan kommer jag därför,
arma syndare, till dig, min moder, du jungfrurnas jungfru.
Överge mig inte i min nöd, utan hör mig och hjälp mig,
du Ordets moder, Maria.
Amen.

## Latinsk text
Memorare, O piissima Virgo Maria,
non esse auditum a saeculo, quemquam ad tua currentem praesidia,
tua implorantem auxilia, tua petentem suffragia,
esse derelictum.
Ego tali animatus confidentia,
ad te, Virgo Virginum, Mater, curro,
ad te venio, coram te gemens peccator assisto.
Noli, Mater Verbi,
verba mea despicere;
sed audi propitia et exaudi.
Amen.